# Комплекс вилучення ЗВГ Гавія
Комплекс вилучення ЗВГ Гавія — підприємство саудійської нафтогазової промисловості, котре вилучає суміш зріджених вуглеводневих газів (ЗВГ).
У 2001 та 2003 роках в Саудівській Аравії стали до ладу газопереробні заводи Гавія та Гарад, що мали річну потужність з підготовки 33 млрд м3 природного газу. Це були перші саудівські проекти, пов'язані з видобутком вільного (неасоційованого) газу, який потім подавався у національну газотранспортну мережу Master Gas System (до того в країні здійснювався видобуток лише попутного газу, котрий спрямовували на потреби нафтохімії та на експорт).
З 2008 року підготований (очищений від сірководню та води) газ спершу подається із зазначених ГПЗ до комплексу вилучення ЗВГ Гавія, спорудженого за 5 км від однойменного ГПЗ. Тут з нього виділяють гомологи метану та провадять додаткову очистку від вуглекислого газу, після чого метан спрямовується до Master Gas System через перемичку до газотранспортного коридору Гарад – Беррі (останній також забезпечує подачу ресурсу з ГПЗ Гарад на комплекс вилучення ЗВГ у Гавії).
Потужність комплексу на момент введення становила 310 тисяч барелів ЗВГ на добу (при цьому одночасно пропускну здатність ГПЗ Гавія збільшили ще на 8 млрд м3 на рік). Отримана суміш ЗВГ (фракція С2+) спрямовується для подальшого розділення по трубопровідній системі Гавія – Шедгам – Джуайма.